# 大浜海岸 (掛川市)
大浜海岸（おおはまかいがん、英語: Ōhama Beach）は、遠州灘に面した日本の海岸。

## 地勢

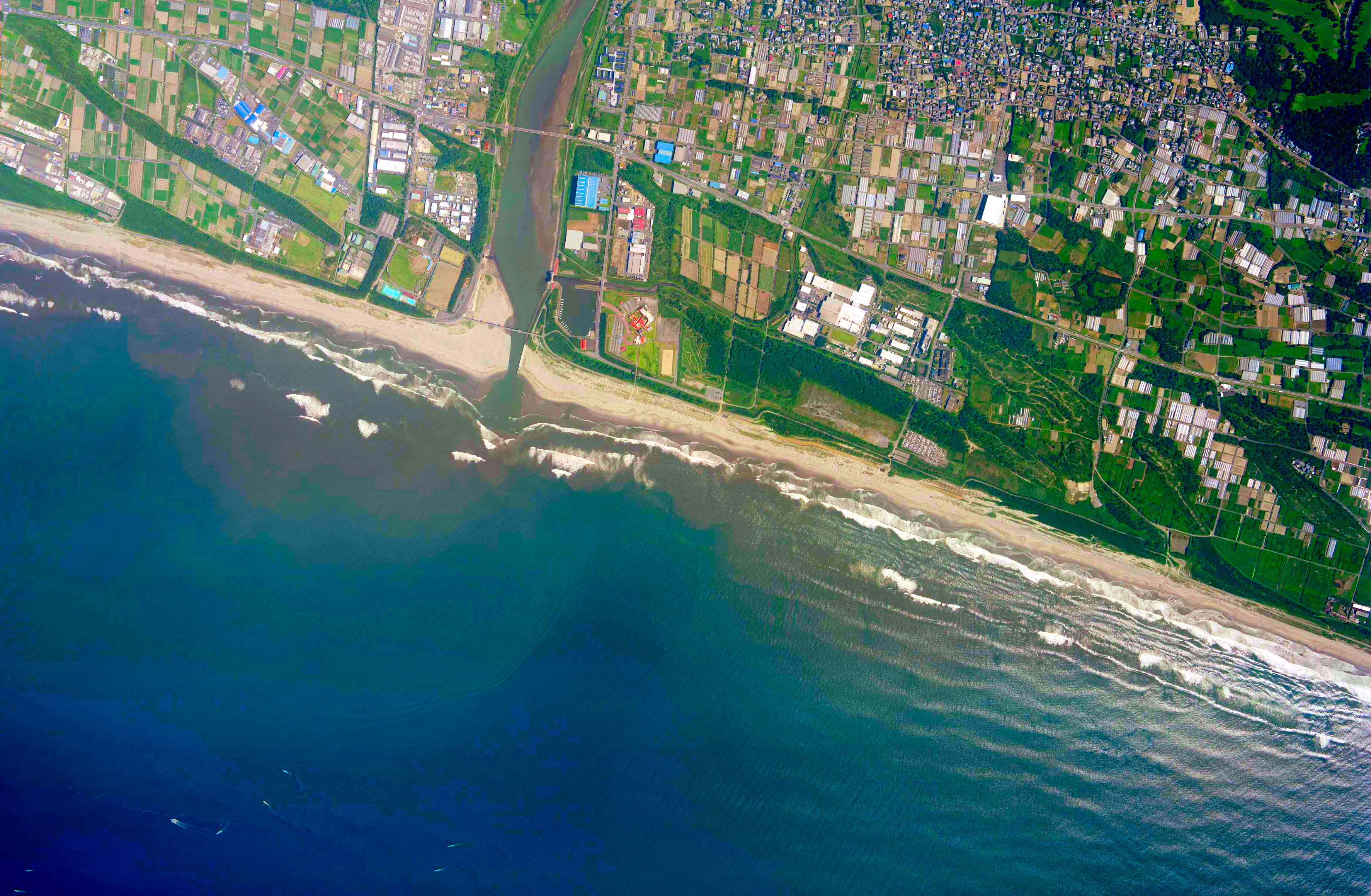
大浜海岸の東部の航空写真（2009年8月4日）

かつての静岡県小笠郡大浜町、現在の静岡県掛川市に位置しており、遠州灘に面している海岸である。海沿いに砂浜が広がっており、千浜砂丘と称される砂丘も存在する。近隣の浜岡砂丘などとともに南遠大砂丘の一角を構成している。また、掛川市や静岡県菊川市を流れる一級河川である菊川の河口も、大浜海岸に位置している。なお、大浜海岸のうち、かつての静岡県城東郡国安村に該当する部分は、特に国安海岸と呼称されている。同様に、大浜海岸のうち、かつての静岡県城東郡千浜村に該当する部分は、特に千浜海岸と呼称されている。

## 自然

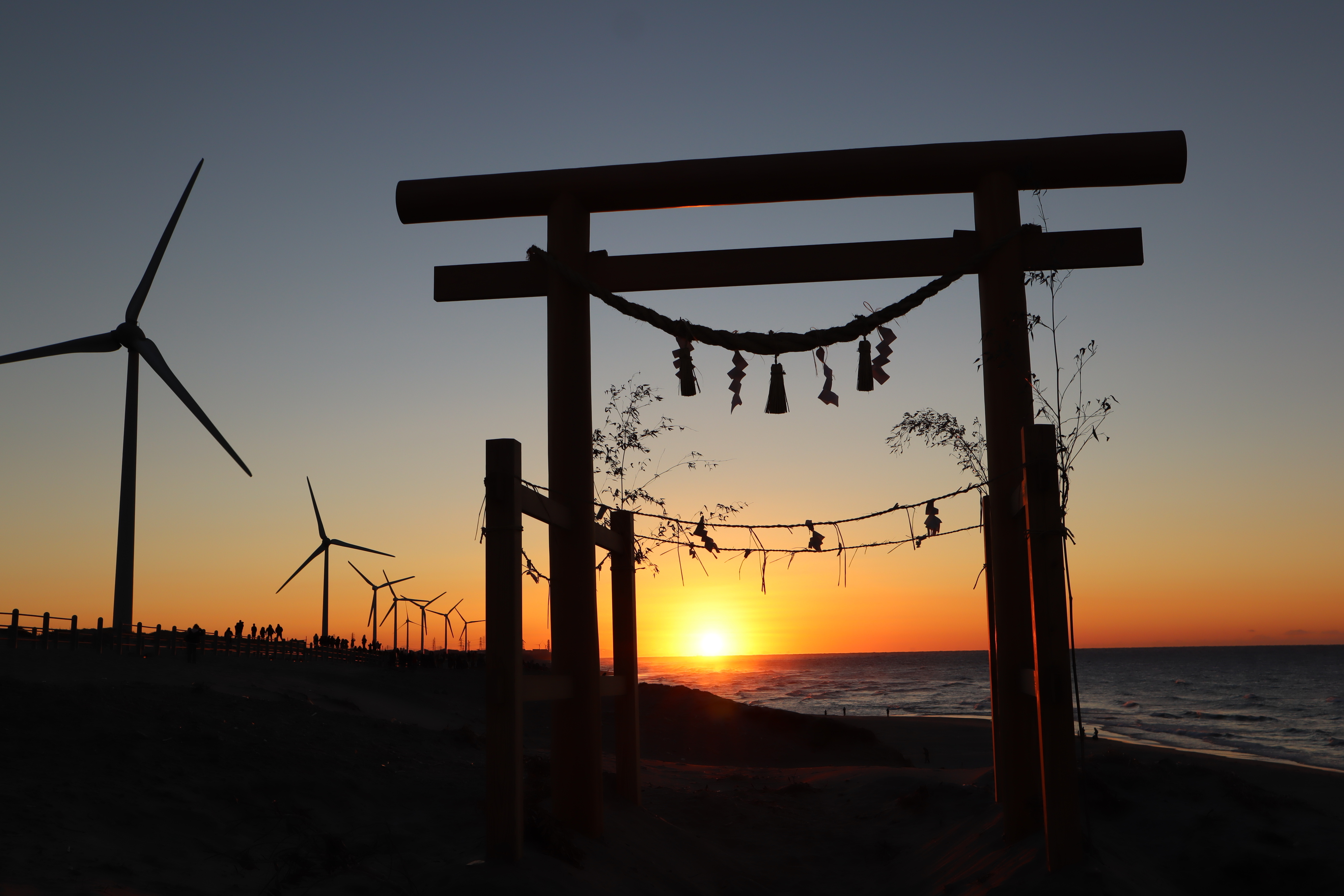
大浜海岸の鳥居と風車群（2018年1月1日）

年間を通じて温暖な気候であり、冬になっても雪はほとんど降らない。その代わり、冬になると強い北西風が吹き荒れることで知られており、「遠州のからっ風」と称されている。この強い風を利用し、大浜海岸の周辺では風力発電が盛んにおこなわれている。たとえば、大浜海岸のすぐ隣では、かつての静岡県小笠郡大東町が、新エネルギー・産業技術総合開発機構と合同で風力発電施設を設置している。さらに、くろしお風力発電が遠州掛川風力発電所や浜野風力発電所を設置している。また、大浜海岸の周辺では、中部電力が御前崎風力発電所を設置している。
また、大浜海岸には、ハマヒルガオをはじめ、さまざまな生物が生息しており、その貴重な自然環境を保護する取り組みも進められている。たとえば、大浜海岸は、ハマゴウの生育地として知られている。大浜海岸のハマゴウの群落は「遠州灘の最高地点に位置する群落」と目されており、最大級の砂丘と厚みのある群落の取り合わせが特徴的である。伊良湖岬や浜松五島海岸とともに、大浜海岸は「遠州灘海岸の三大ハマゴウ群落地」の一つと位置づけられている。近年、日本では砂浜の減少によりハマゴウの生育地が減少しており、大浜海岸でも群落地を含むエリアで防潮堤の建設が予定されている。掛川市役所では、この位置に防潮堤がないと背後地に津波が到達するとしており、保全を要する植物については移植等の措置を講じている。

## 産業
かつては漁業が盛んであり、地引き網漁なども行われていた。主にサバ、アジ、イワシなどが獲れていたが、時にはサメの子も獲れたという。

## 観光

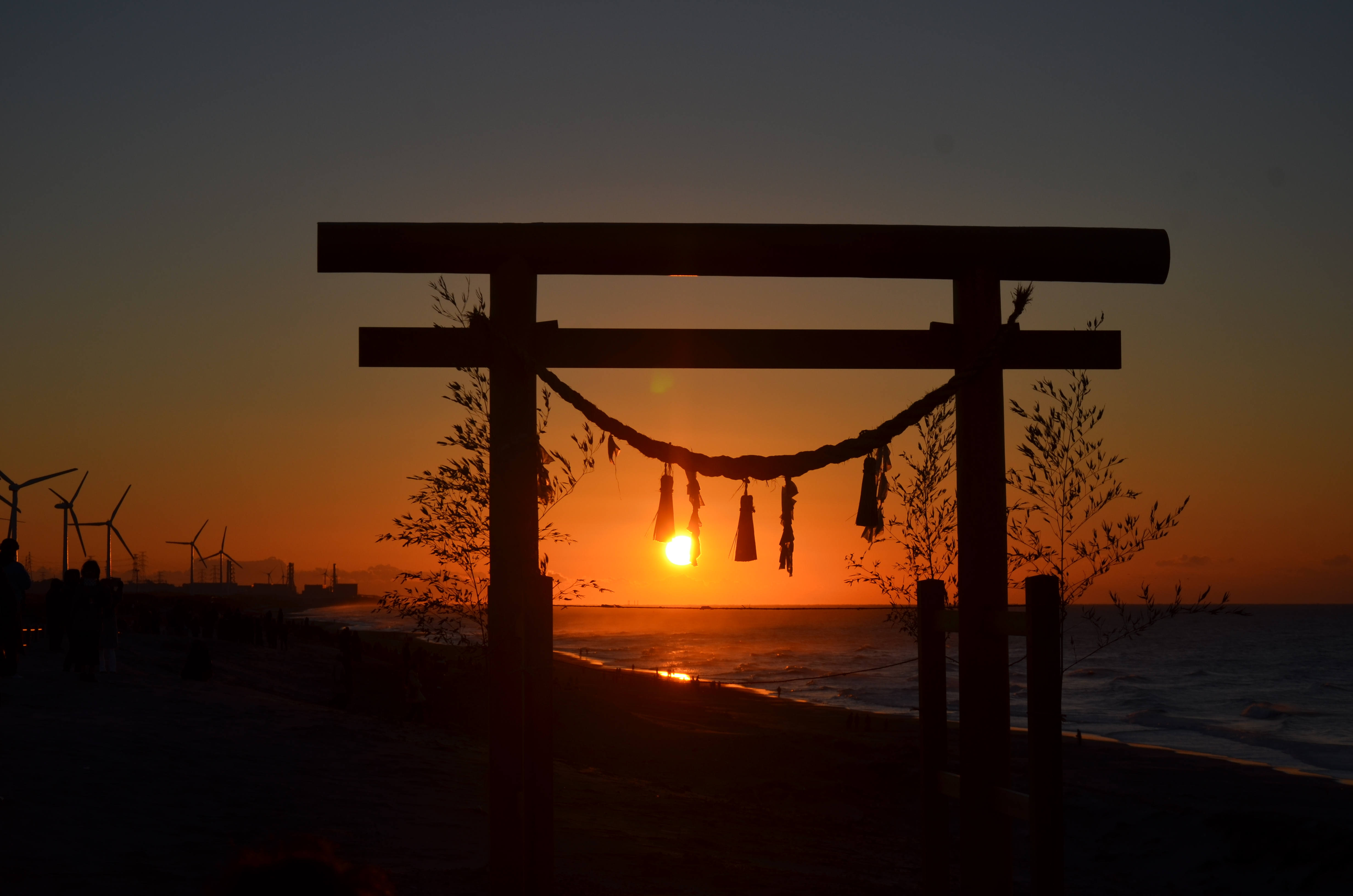
大浜海岸の鳥居と初日の出（2017年1月1日）

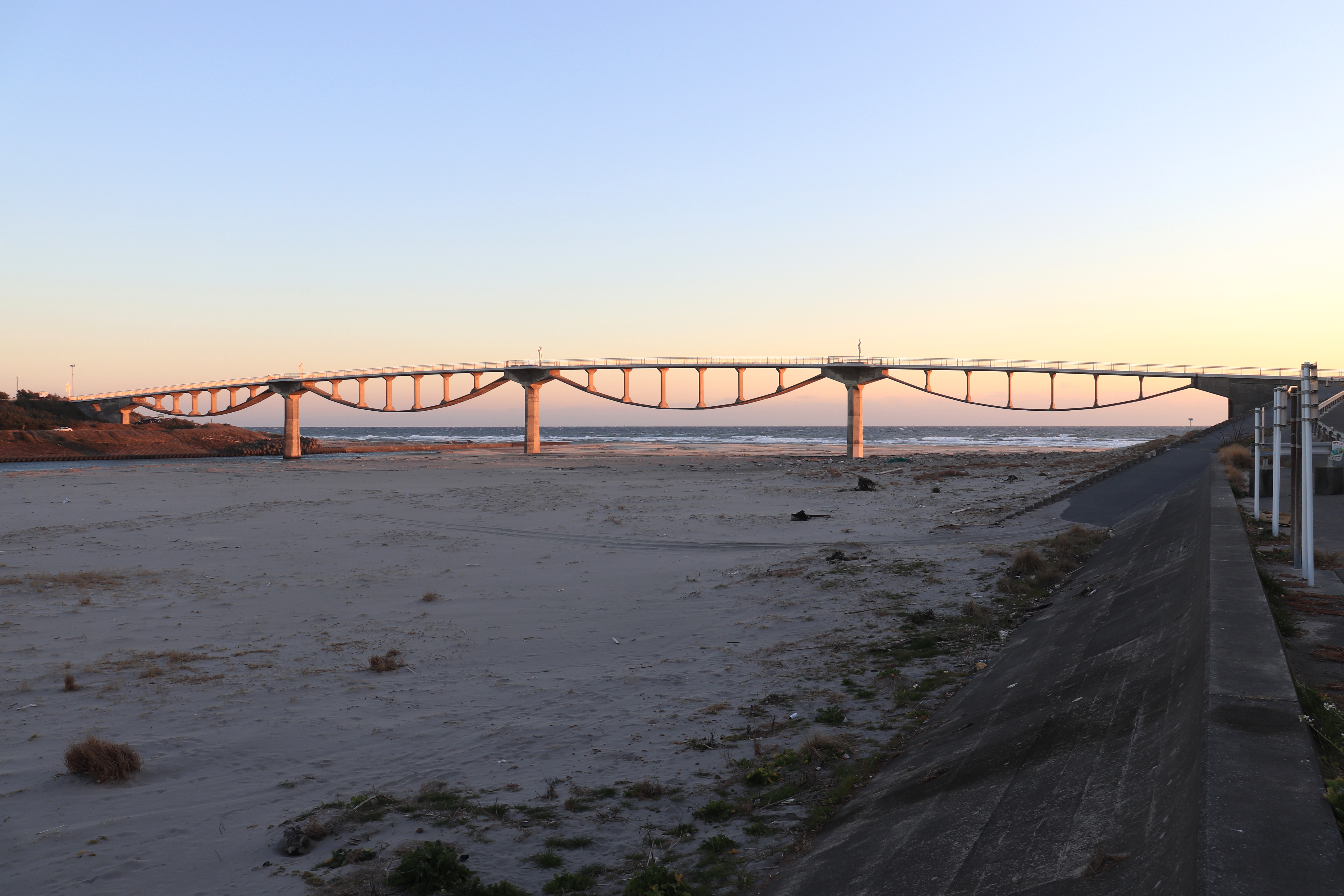
潮騒橋越しに大浜海岸を望む（2019年2月2日）

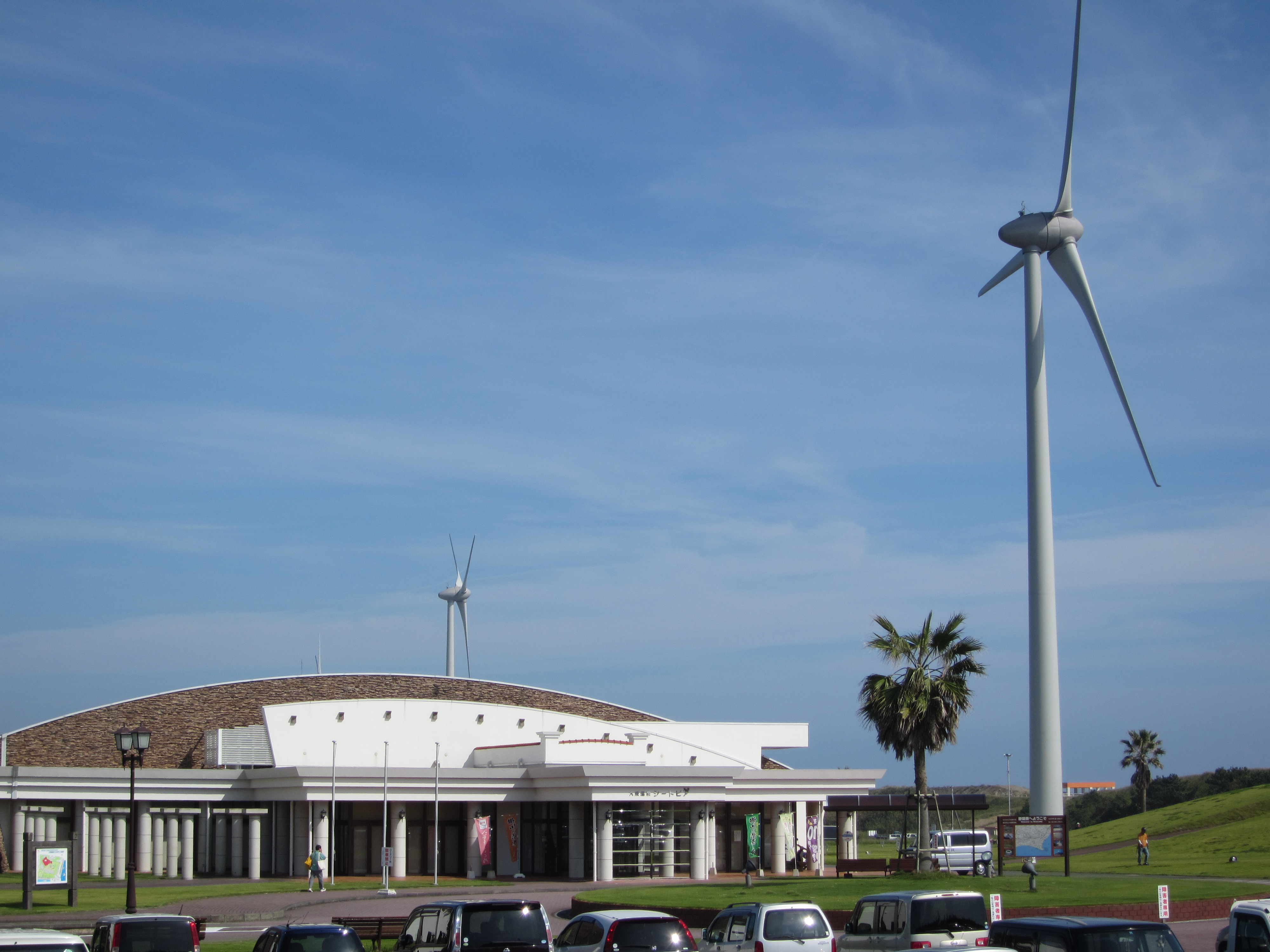
掛川市健康ふれあい館と大東海洋公園風力発電施設（2011年9月9日）

大浜海岸からは太平洋が一望でき、水平線から昇る美しい朝日を眺めることができる。そのため、初日の出の名所として知られている。年末年始に際しては、大浜海岸の一角である国安海岸に鳥居が建立されるのが恒例となっている。これは、2001年（平成13年）より大東観光協会が設置しているもので、のちに掛川観光協会の大東支部が引き継いでいる。この鳥居は宮大工によって建立され、注連縄飾りなどを取り付けたうえで、神職による神事を執り行っている。元旦には、鳥居越しに御来光を拝むことができ、林立する風車を借景として幻想的な風景が広がっている。
大浜海岸は遠州灘に面しており、砂浜が広がっている。ただし、遠州灘は極めて海流が速いため、遊泳は禁止されている。そのため、海水浴場としては利用できないものの、強い風と波を生かしたウォータースポーツが盛んである。大浜海岸は著名なサーフポイントとして知られており、水上オートバイなどに興じる者も多い。大浜海岸は一面の砂浜だが、菊川の河口やや上流に大東マリーナが設けられており、こちらに船舶を係留することができる。大東マリーナは日本初の河川マリーナとして知られている。一方、大浜海岸周辺でウォータースポーツが盛んになるにつれて、海難事故の発生が課題となっていた。そこで、ボランティア団体である「USPR掛川救難所」が大東マリーナに拠点を置いており、水上オートバイを駆って遠州灘の海難事故に対処するなど、より迅速な対応を図るべく取り組みが進められている。2021年（令和3年）6月には、大東マリーナ、USPR掛川救難所、および、御前崎海上保安署の間で協定が結ばれ、USPR掛川救難所の所属メンバー以外でも、名簿登録された水上オートバイの免許所持者なら緊急時に大東マリーナを利用できるようになった。これにより、USPR掛川救難所は、緊急時に免許所持者に対して幅広く応援を要請できるようになった。
また、「太平洋岸自転車道」を構成する静岡県道376号浜松御前崎自転車道線が1990年代に開通したため、この道でサイクリングを楽しむ者も多い。この自転車道は大浜海岸を東西に貫いており、菊川の河口を跨ぐため、自転車道専用橋として潮騒橋が架けられた。この橋は日本国内で最長の吊床版橋として知られており、1995年（平成7年）に竣工した。
大浜海岸の近辺では温泉も湧出しており、手軽なリゾートとして親しまれている。かつての大東町役場が温泉の掘削に成功し、1998年（平成10年）に日帰り温泉施設として大浜海岸のすぐ横に大東健康ふれあい館を開業させた。平成の大合併により2005年（平成17年）に大東町が掛川市となったため、以降は掛川市健康ふれあい館として営業を続けていた。1998年（平成10年）の開業当初より「大東温泉シートピア」という愛称で親しまれ、2005年（平成17年）以降も引き続きこの愛称が用いられた。多くの観光客を集めてきたが、2021年（令和3年）に民間に払い下げられ、リバティーリゾート大東温泉となった。

## 交通
かつては静岡鉄道により駿遠線が敷設され、大浜海岸の近くには国安海岸駅や千浜駅が設置されていた。しかし、1964年（昭和39年）に国安海岸駅や千浜駅を含む区間が廃止され、駿遠線自体も1970年（昭和45年）に廃止された。

## 名称
静岡県小笠郡大浜町は、同じく小笠郡に属していた内陸の城東村と新設合併することになった。その結果、1973年（昭和48年）に大東町が設置されたが、海岸の名称は「大東海岸」等には改称されず、従来どおり大浜海岸のままであった。さらに大東町は、内陸に位置しているかつての掛川市、および、小笠郡に属し遠州灘にも面している大須賀町と新設合併することになった。その結果、2005年（平成17年）に新制の掛川市が設置されたが、海岸の名称は「掛川海岸」等には改称されず、従来どおり大浜海岸のままであった。なお、大須賀町にも大須賀海岸と呼ばれる海岸があったが、こちらも「掛川海岸」等には改称されず、そのまま2005年（平成17年）以降も大須賀海岸と称されている。

## 全景

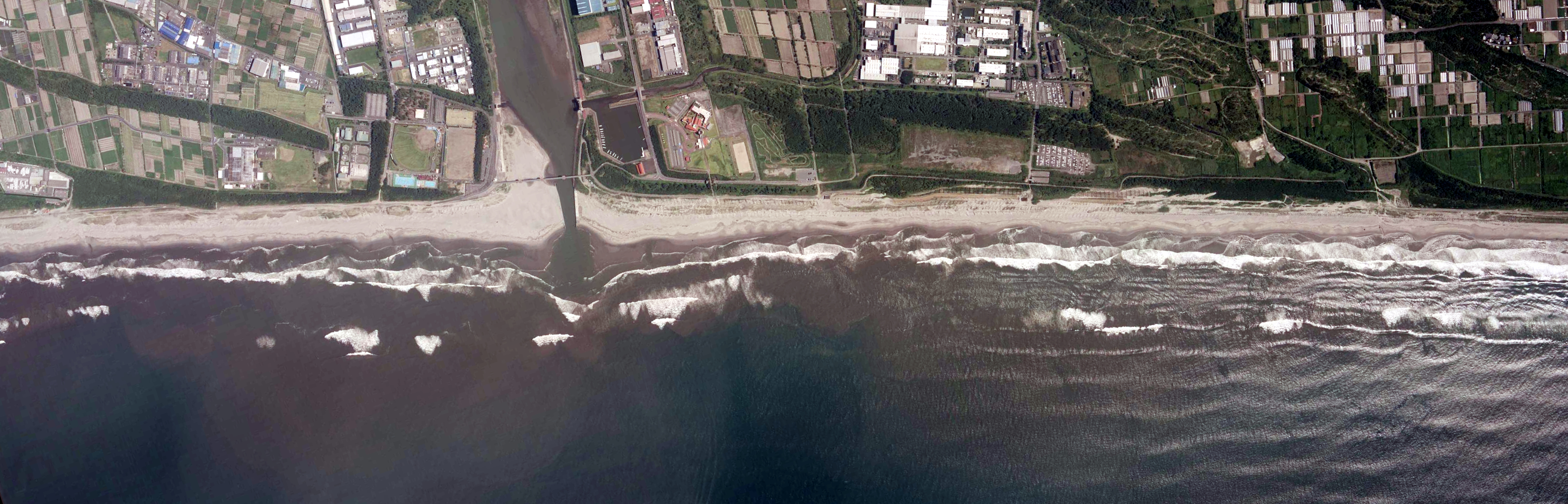
大浜海岸の東部の航空写真（2009年8月4日）

### 註釈
1. ↑  静岡県小笠郡大浜町は、城東村と合併し、1973年に大東町が設置された。
2. ↑  静岡県城東郡国安村は、旧千浜村、国包村、坂里村と合併し、1889年に新千浜村が設置された。
3. ↑  静岡県城東郡千浜村は、国安村、国包村、坂里村と合併し、1889年に新千浜村が設置された。静岡県城東郡は、佐野郡と合併し、1896年に小笠郡が設置された。それにともない、静岡県城東郡千浜村は、小笠郡千浜村となった。静岡県小笠郡千浜村は、大坂村と合併し、1956年に大浜町が設置された。
4. ↑  静岡県小笠郡大東町は、旧掛川市、大須賀町と合併し、2005年に新掛川市が設置された。